# Chorizanthe blakleyi
Chorizanthe blakleyi är en slideväxtart som beskrevs av Hardham. Chorizanthe blakleyi ingår i släktet Chorizanthe och familjen slideväxter. Inga underarter finns listade i Catalogue of Life.